# Linognathus
Linognathus – rodzaj skórnych pasożytów ssaków należących do rzędu Phthiraptera. Powodują chorobę zwaną wszawicą. Cechą charakterystyczną jest brak oczu.
Do rodzaju Linognathus obecnie należą 53 gatunki wszy.
- Linognathus aepycerus (Bedford, 1936)
- Linognathus africanus
- Linognathus angasi (Weisser i Ledger, 1977)
- Linognathus angulatus
- Linognathus antennatus (Piaget, 1880)
- Linognathus antidorcitis (Fiedler i Stampa, 1956)
- Linognathus armatus (Fiedler i Stampa, 1958)
- Linognathus bedfordi
- Linognathus bhatii (Dutta, 1988)
- Linognathus breviceps
- Linognathus brevicornis
- Linognathus cervicaprae
- Linognathus contractus (Werneck, 1959)
- Linognathus damaliscus (Bedford, 1936)
- Linognathus damarensis (Ledger, 1971)
- Linognathus digitalis (Kleynhans, 1968)
- Linognathus elblae [Benoit, 1969]
- Linognathus euchore (Waterston, 1914)
- Linognathus fahrenholzi
- Linognathus fenneci (Fiedler i Stampa, 1958)
- Linognathus fractus
- Linognathus geigyi (Büttiker, 1949)
- Linognathus gnu
- Linognathus gonolobatus (Weisser i Ledger, 1977)
- Linognathus gorgonus (Bedford, 1929)
- Linognathus hippotragi
- Linognathus kimi (van der Merwe, 1968)
- Linognathus lewisi (Bedford, 1934)
- Linognathus limnotragi
- Linognathus nesotragi (van der Merwe, 1968)
- Linognathus nevilli (Ledger, 1973)
- Linognathus oryx (Fiedler i Stampa, 1958)
- Linognathus ourebiae (Werneck, 1959)
- Linognathus oviformis
- Linognathus ovillus
- Linognathus panamensis (Ewing, 1927)
- Linognathus pedalis
- Linognathus peleus (Bedford, 1936)
- Linognathus petasmatus (Ferris, 1951)
- Linognathus pithodes
- Linognathus raphiceri (Fiedler i Stampa, 1956)
- Linognathus reduncae (Fiedler i Stampa, 1956)
- Linognathus saccatus
- Wesz psia (Linognathus setosus)
- Linognathus sosninae (Ozerova, 1989)
- Linognathus spicatus
- Linognathus stenopsis
- Linognathus taeniotrichus (Werneck, 1937)
- Linognathus taurotragus
- Linognathus tibialis
- Linognathus vituli
- Linognathus vulpis (Werneck, 1952)
- Linognathus zumpti (Fiedler and Stampa, 1958)